# Кјезануова (Пиза)
Кјезануова је насеље у Италији у округу Пиза, региону Тоскана.
Према процени из 2011. у насељу је живело 86 становника. Насеље се налази на надморској висини од 4 м.